# Christian Baudelot
Pour les articles homonymes, voir Baudelot.
Christian Baudelot (né le 9 décembre 1938 à Paris) est un sociologue et un spécialiste des sciences de l'éducation française.

## Biographie
Spécialiste de l'éducation et de la sociologie du travail, il est professeur émérite de sociologie au département de sciences sociales de l'École normale supérieure (Paris) et chercheur au Centre Maurice-Halbwachs (CNRS/EHESS/ENS). Ancien élève de l'École normale supérieure de la rue d'Ulm (1960-1964), il est agrégé de Lettres classiques et docteur en sociologie.
Christian Baudelot a publié, souvent en collaboration avec Roger Establet, un certain nombre d'ouvrages dont L'école capitaliste en France (Maspero, 1971), Le niveau monte (Seuil, 1989), Allez les filles (Seuil, 1992), Suicide, l'envers de notre monde ((Seuil, 2006).
Dans la première partie de sa carrière, il est proche de la philosophie althussérienne. Son œuvre s'inscrit, au départ, dans le paysage intellectuel marxiste des années soixante et soixante-dix. Ses premiers travaux en sociologie de l'éducation ont cherché, avec les ouvrages de Pierre Bourdieu et Jean-Claude Passeron (Les héritiers, 1964 ; La reproduction, 1970), à souligner les inégalités sociales reproduites par le système scolaire.
De 1968 à 1989, il est professeur à l'École nationale de la statistique et de l'administration économique (Ensae). Il contribue à diffuser la culture sociologique auprès des futurs statisticiens-enquêteurs de l'Institut national de la statistique et des études économiques (Insee) mais surtout à construire l’approche réflexive et les fondements théoriques de la production des statistiques publiques françaises.
Dans la deuxième partie de son œuvre, l'idéologie marxiste se fait moins présente et laisse la place à une sociologie plus durkheimienne de lutte contre les prénotions : Le niveau monte (avec Roger Establet, Seuil, 1989), Et pourtant, ils lisent... (avec Marie Cartier et Christine Detrez, Seuil, 1999), Suicide. L'envers de notre monde (avec Roger Establet, Seuil, 2006).
Confronté à la maladie rénale chronique de son épouse Olga, il lui fait don d'un de ses reins en 2006. Sensibilisé par cette expérience, il s'investit dans les mouvements de patients, auprès de l'association Renaloo, dont il devient vice-président, ainsi qu'en tant que cofondateur du groupe de réflexion Demain la Greffe.
En 2007, il signe l'« appel des intellectuels » appelant à voter pour Ségolène Royal.

## Ouvrages
- Introduction, édition, traduction et notes: Edward Sapir, Anthropologie, 2 t., Paris, Éditions de Minuit, « Le sens commun », 1967
- avec Roger Establet, L'école capitaliste en France, Paris, Éditions Maspero, 1971.
- avec Roger Establet et Jacques Toiser, La petite bourgeoisie en France, Paris, Éditions Maspero, 1974.
- avec Roger Establet, L'école primaire divise, Paris, Éditions Maspero, 1975.
- avec Roger Establet et Jacques Toiser, Qui travaille pour qui ?, Paris, Éditions Maspero, 1979.
- Les salaires en France de 1950 à 1975, Paris, Dossier rectangle, INSEE, 1979.
- avec Roger Benoliel, Hubert Cukrowicz et Roger Establet, Les étudiants, l'emploi, la crise, Paris, Éditions Maspero, 1981.
- Les bas salaires 1970-1985, Paris, Archives et Documents, no 25, INSEE, 1981.
- L'évolution individuelle des salaires 1970-1975, Paris, Collections de l'INSEE, série M, no 102-103, 1983 (Thèse pour le Doctorat d'État, 1982).
- avec Roger Establet, Durkheim et le Suicide, Collection Philosophies, Paris, PUF, 1984.
- avec Roger Establet, Le niveau monte, Paris, Le Seuil, 1989.
- avec Roger Establet, Allez les filles !, Paris, Le Seuil, 1992.
- avec Roger Establet, Maurice Halbwachs, Consommation et société, Paris, Collection Philosophies, PUF, 1994.
- avec Marie Cartier et Christine Detrez, Et pourtant, ils lisent..., Paris, Le Seuil, 1999.
- avec Roger Establet, Avoir 30 ans, en 1968 et 1998, Paris, Le Seuil, 2000.
- avec Michel Gollac, Céline Bessière, Isabelle Coutant, Olivier Godechot, Delphine Serre, Frédéric Viguier, Travailler pour être heureux ?, Paris, Fayard, 2003.
- avec François Leclercq, Les effets de l'éducation , Paris , La documentation française , 2005
- avec Roger Establet, Suicide, L'envers de notre monde, Paris, Le Seuil, 2006.
- avec Roger Establet, Quoi de neuf chez les filles ?, Paris, Nathan, 2007.  (ISBN 978-2092780831)
- avec Olga Baudelot, Une promenade de santé, Paris, Stock, 2008. Compte-rendu sur La vie des idées
- avec Roger Establet, L’élitisme républicain. L’école française à l’épreuve des comparaisons internationales, La République des idées / Seuil, 2009, présentation sur le site de l'éditeur.
- et al., « Plus d'une langue » : Obstacle ou ressource ?, L'Anthropologie pour tous, 2017